# Marc Stein
Marc Stein (Potsdam, 7 luglio 1985) è un ex calciatore tedesco, di ruolo difensore.